# Catalogue astronomique
Un catalogue astronomique est une base de données scientifique tabulée qui regroupe des données diverses concernant un ou plusieurs types d'objets astronomiques, en grande majorité situés au-delà du Système solaire.

## Histoire
Le catalogue astronomique le plus ancien que l'on connaisse est un catalogue d'étoiles qui date du Ve siècle av. J.-C. et qui se trouvait dans le Gan-Shi Xing Jing, rédigé par les astronomes chinois Gan De et Shi Shen.
Vinrent ensuite les catalogues des Grecs Timocharis d'Alexandrie et Aristillus puis Hipparque de Nicée au cours des IIe siècle av. J.-C. et Ier siècle av. J.-C., et enfin Ptolémée (IIe siècle ap. J.-C.) dont l'Almageste comportera entre autres un catalogue d'étoiles.
Le Moyen Âge vit naître l'âge d'or de l'astronomie pour la civilisation musulmane, depuis les travaux d'Al-Battani au IXe siècle jusqu'au point culminant que représentèrent les Tables sultaniennes d'Oulough Beg — entre autres astronomes de Samarcande (milieu du XVe siècle).
Le premier catalogue moderne (au sens historique du terme) est certainement celui dressé par Johann Bayer dans son Uranometria afin de classer les étoiles par constellation. Au-delà d'un simple catalogue, il s'agit aussi d'un système de désignation relativement pratique et d'ailleurs encore fréquemment utilisé en ce début de IIIe millénaire. Bien sûr, vu les limitations de ce système, les astronomes professionnels l'ont quelque peu délaissé.
Le premier catalogue à s'intéresser aux objets non stellaires du ciel profond date de la deuxième moitié du XVIIIe siècle et a été créé par le chercheur de comètes Charles Messier (avec l'aide d'autres astronomes comme Pierre Méchain) afin de répertorier des objets diffus susceptibles d'être justement confondus avec une éventuelle comète de passage. Si l'on excepte quelques oublis, les nébuleuses en émission, galaxies, amas amas ouverts et amas globulaires les plus spectaculaires accessibles depuis l'Europe (c'est-à-dire dont la déclinaison ne descend pas en dessous de -35°) figurent au catalogue Messier.
Les catalogues les plus récents sont avant tout le fait de professionnels bien que certains amateurs parviennent parfois à apporter une pierre à l'édifice. Avec l'augmentation du nombre et surtout du volume des données, le papier a été abandonné au profit de l'informatique. Il est plus facile de corriger un fichier informatique qu'un livre. Les avantages de l'informatique sur le papier sont très nombreux :
- Lorsqu'il y a une erreur dans un fichier informatique il faut la corriger et enregistrer le fichier. Pour un livre, il faut soit le réimprimer soit ajouter une page d'erratum.
- Lorsqu'un catalogue est édité il est rarement vendu à plus d'un millier d'exemplaires.
- L'accès est quasiment immédiat à l'information recherchée.
- Une place non négligeable est nécessaire pour stocker ces livres, alors qu'en informatique un support à peine plus grand qu'un livre de poche suffit : le Disque dur.
- Sécurité : il y a moins de risque d'incendies.

## Les centres de données
Aujourd'hui, tous les catalogues utilisés dans le milieu professionnel sont stockés sur support informatique dans des centres de données qui possèdent tous les mêmes données. L'avantage de ce principe s'apparente à celui des sites miroirs : si un centre est saturé, il suffit de se connecter à un autre. Les centres de données sont :
- La Plata (Argentine),
- Moscou (Russie),
- Pékin (Chine),
- Pune (Inde),
- Strasbourg (France),
- Tokyo (Japon),
- Washington (États-Unis),
- Victoria (Canada),
- Mauna Kea (Hawaï).

Pour les Français et les Européens, ces catalogues sont disponibles en téléchargement au Centre de données astronomiques de Strasbourg (CDS). On peut également les interroger avec Aladin qui permet d'afficher les résultats la forme d'une image du POSS en format FITS ou de tableaux. La plupart des fichiers sont en code ASCII, et certains catalogues sont fournis avec un programme écrit en Fortran. Toutefois certains catalogues sont directement utilisables par des logiciels d'astronomie.
Il y a des règles d'usage dans ces catalogues, les principales sont :
- L'abréviation a priorité sur le nom du catalogue.
- Le nom est à réserver aux usages bibliographiques (avec l'année), à moins d'avoir à parler du catalogue dans son ensemble (comme ici).
- Lorsqu'il existe plusieurs versions d'un catalogue, la plus récente est à utiliser. On précisera toutefois le numéro de la version, sinon l'année.
- Pour parler d'un astre, on utilise l'abréviation du catalogue suivie de sa référence dans ce catalogue.
- Lorsqu'il n'y a pas d'abréviation il vaut mieux utiliser l'adresse du type : Centre_de_données/Catégorie (chiffre romain)/Numéro_du_catalogue.

Il faut savoir qu'entre deux centres de données les catalogues n'ont pas la même référence. La liste des catalogues astronomiques est très longue (plus de 5 000).

## Principaux catalogues astronomiques
Il existe quelques catalogues fréquemment utilisés :
- Almageste de Ptolémée (IIe siècle) : 1 022 étoiles et 48 constellations
- Catalogue de Messier (M) (1774) : 103 objets d'aspect diffus dont le nombre est porté à 110 en 1966
- New General Catalogue (NGC) (New General Catalogue of Nebulae and Clusters of Stars) (John Dreyer, 1888) : 7 840 objets du ciel profond
  - Index Catalogue (IC), supplément au New General Catalogue (John Dreyer, IC I - 1895 et IC II - 1908) : IC I, 1 520 objets et IC II, 3 866 objets.
- Catalogue Henry Draper (HD) (1918-1924) : données astrométriques et photométriques sur 225 300 étoiles. Le nombre a été porté 359 083 étoiles en 1949
- Guide Star Catalog, GSC (Hubble Space Telescope, Guide Catalog, 1989) : positions et magnitudes ; GSC-I contient environ 20 000 000 étoiles de magnitudes 6 à 15 et GSC-II contient 945 592 683 étoiles jusqu'à une magnitude de 21
- Naval Observatory Merged Astrometric Dataset, NOMAD, de l'US Naval Observatory, le catalogue stellaire le plus volumineux à ce jour : plus d'un milliard d'étoiles[1].
- Catalog of Components of Double and Multiple Stars (CCDM) : données de plus de 34 000 systèmes binaires et multiples.
- General Catalogue of Variable Stars (GCVS) : données de plus de 75 000 étoiles variables.
- Catalogue d'étoiles PPM (Positions and Proper Motions Star Catalogue) (PPM) : positions et mouvements propres de plus de 180 000 étoiles.
- VLBI International Celestial Reference Frame (ICRF) : astres servant de repères pour la détermination des positions des autres astres (667 astres).
- Catalogue of Galactic Planetary Nebulae (PK) : données de plus de 1 500 nébuleuses planétaires.
- Catalogue of Galaxies and of Clusters of Galaxies (CGCG) : données de plus de 9 000 amas de galaxies.
- Catalogue of Pulsar (PSR) : données d'environ 600 pulsars.
- Morphological Catalogue of Galaxies (MCG) : données d'environ 70 000 galaxies.
- Lynds' Catalogue of Bright Nebulae (LBN) : données de 1125 nébuleuses brillantes.

Les six premiers sont ceux qui sont les plus utilisés par les astronomes amateurs. Les autres sont surtout à usage professionnel mais certains ouvrages et revues destinées aux amateurs font quelquefois mention d'astres de ces catalogues. De plus, certains logiciels d'astronomie amateur contiennent certains de ces catalogues.
Aux catalogues des objets du ciel profond, le catalogue de Caldwell, complémentaire du catalogue Messier, rencontre également un certain succès aux États-Unis, au Royaume-Uni et en Australie.
Créé en 2005, le catalogue NOMAD (Naval Observatory Merged Astrometric Dataset) regroupe les catalogues Hipparcos, Tycho-2, UCAC2, USNO-B1.0 et 2MASS. Il rassemble environ 1,1 milliard d'étoiles jusqu'à la magnitude 21, ce qui représente environ 80 Go de données.
Le service VizieR du CDS répertorie 13 348 catalogues au 21 octobre 2015.